# Partido Nacional de Jubilados y Pensionados
El Partido Nacional de Jubilados y Pensionados (polaco: Krajowa Partia Emerytów i Rencistów, KPEiR) es un partido político de izquierda de Polonia.
El objetivo principal del KPEiR es proteger a los retirados de la tercera edad, jubilados y de disoluciones de empresas hechas por el gobierno.
El actual líder es el exmiembro del Sejm, Tomasz Mamiński.
El KPEiR fue fundado en el año 1994. Sin embargo, el partido perdió las elecciones parlamentarias de 1997 ganando sólo 284 826 votos (2,18%) y ningún escaño en el Sejm y el Senado.
Durante las elecciones municipales de 1998, el KPEiR aliado con la Alianza de la Izquierda Democrática (SLD), el Partido Campesino Polaco (PSL) y Unión del Trabajo (UP) ganaron algunos escaños.
Durante el 2001, las elecciones parlamentarias, el KPEiR formó una coalición con SLD, UP y el Partido Demócrata. La coalición ganó las elecciones y con SLD / UP formó un gobierno conjunto con el PSL. Tomasz Mamiński, líder del partido, ganó un escaño en el Sejm en Varsovia.
Sin embargo, Mamiński fue expulsado del comité parlamentario del SLD tras un escándalo en un restaurante dentro del Sejm. Luego se unió a la facción parlamentaria llamada Federacyjny Klub Parlamentarny, que incluía a varios miembros del Sejm de diversos partidos.
El partido no compitió en 2005 y 2007 en las elecciones parlamentarias. Su futuro actualmente es incierto.